# Distriktsrabbinat Adelsdorf
Das Distriktsrabbinat Adelsdorf entstand nach den Vorschriften des bayerischen Judenedikts von 1813 in Adelsdorf, einer Gemeinde im Landkreis Erlangen-Höchstadt im nördlichen Bayern. Zuvor gab es wohl bereits seit dem Ende des 17. Jahrhunderts ein Rabbinat in Adelsdorf.
Das Distriktsrabbinat wurde ab 1829 vom Distriktsrabbinat Burgebrach mitbetreut und 1907 mit diesem dem Distriktsrabbinat Bamberg eingegliedert.

## Aufgaben
Die Aufgaben umfassten Beratungen über Schulangelegenheiten, die Verwaltung von Stiftungen und die Verteilung von Almosen. Zur Finanzierung der Distriktsrabbinate wurden Umlagen von den einzelnen jüdischen Gemeinden bezahlt.

## Gemeinden des Distriktsrabbinats
Da ab 1829 das Rabbinat Adelsdorf vom Rabbinat Burgebrach mitbetreut wurde, entstehen in der Literatur Verwirrungen über die Zugehörigkeit der Gemeinden zu den Distriktsrabbinaten:
- Jüdische Gemeinde Adelsdorf
- Jüdische Gemeinde Forchheim
- Jüdische Gemeinde Hallerndorf
- Jüdische Gemeinde Lonnerstadt
- Jüdische Gemeinde Mühlhausen
- Jüdische Gemeinde Vestenbergsgreuth

## Distriktsrabbiner
Von 1816 bis 1846: Abraham Stein (geb. ca. 1769; gest. 28. Juni 1846 in Adelsdorf), er war der Sohn des Löb Stein, Lehrer an der jüdischen Präparandenschule in Burgpreppach. Abraham Stein war verheiratet mit Gelche (1768–1843), aus dieser Ehe entstammt der Sohn Leopold Stein, Reformrabbiner in Frankfurt am Main.